# Roberto Ferrari
Roberto Ferrari (n. 2 august 1923, Roma, Regatul Italiei – d. 11 octombrie 1996, Roma, Italia) a fost un scrimer ce a reprezentat Italia, medaliat olimpic. A participat la 3 ediții ale Jocurilor Olimpice (1952, 1956, 1960) în care a câștigat o medalie de bronz.